# Спеціальний випуск
Спеціальний випуск, Спеціальне видання або Спецвипуск — це позачерговий екстренний випуск періодичного видання, радіо- чи теленовин, що покликаний повідомити про важливі або сенсаційні новини, які запізно прийшли до регулярного видання. Прикладом такої новини може бути повідомлення про початок війни, вбивство громадського діяча чи навіть останні події сенсаційної судової справи.
Зазвичай у газеті назва «Спеціальний випуск» замінює передній бортик. Інформація випуску, переважно, надрукована лише з однієї сторони і призначена для приклеювання до стін громадських місць.

## Історія
Починаючи з середини ХІХ століття США, продавці вуличних газет кричать «Спецвипуск! Прочитайте все про це!», коли продають такі додатки Це стало мовним кліше, яке часто використовується для введення подій у розповідь у фільмах.

На початку 1930-х років, з розвитком радіо, додаткові видання застаріли (в районах, які мали хороше радіопокриття), замінивши їх новинними бюлетнями. Як сказав Джозеф Пулітцер: 
|  | радіо перевершує спецвипуски у швидкості, точності та зручності для громадськості |